# SVT Barn
SVT Barn (сокращено SVTB) — детская программа Телевидения Швеции.

## История
Передачи ведутся с 23 декабря 2002 года. В первый год его работы он был доступен только с 6:30 утра до 6:00 вечера в будние дни. Канал также взял «летние каникулы» с 23 мая по 18 августа. Остальное время можно было использовать для других программ, в некоторые выходные можно было увидеть теннис в расписании.
Программа рассчитана на детей дошкольного возраста по утрам, а дневная программа рассчитана на детей старшего возраста (подростков). В утреннем блоке выступали специальные дикторы, которые представляли программы с «телевизионного корабля». Сразу после его окончания утренние программы начинались заново. В час дня было передано интерактивное шоу под названием «Twebby», за которым последовали программы для детей старшего возраста, представленные двумя анимационными дикторами под названием «Joppe och Nella». Дневное Программирование включало анимацию, программирование на английском языке, а также драмы из архивов SVT.
1 ноября 2003 года канал начал вещание по выходным дням с 7 часов утра. С 2004 года «Barnkanalen» будет полный год службы.
Во время летних Олимпийских игр 2004 года и летних Паралимпийских игр 2004 года «SVT Extra» транслировалась на «Barnkanalen» по вечерам, а с 27 сентября 2004 года Вечерний слот был занят «Kunskapskanalen».
«Телевизионный корабль» был снят осенью 2005 года, и его ведущие были интегрированы с «Bolibompa», вечерней развлекательной программой на «SVT1». С тех пор «Bolibompa» будет брендом для дошкольного программирования на «Barnkanalen». Выпуск «Twebby» был прекращен позже осенью.
В феврале 2006 года, из вещания «Barnkanalen» были удалены «Joppe och Nella». Вместо этого между программами во второй половине дня было показано новое шоу под названием «Bobster», дублируемом на «SVT1» между 19:00 и 19:30.
27 августа 2007 года «Barnkanalen» начал вещание, продлённое до 7 часов вечера, что позволило «Бобстеру» вещать ещё час. 25 августа 2008 года «SVT» произвела серьёзные перестановки в своих графиках. Это означало, что в прайм-тайм вещает из «Bolibompa» в 6 часов вечера и «Бобстер!» в 7 часов вечера, что были ранее выходили в эфир на «SVT1» будет перенесен в «Barnkanalen». «Barnkanalen» был модернизирован как один из трех основных каналов от «SVT», что означает, что канал получил большую часть финансирования «SVT» для детских программ. С реорганизацией, «Barnkanalen» был дан новый логотип, «SVTB», но канал по-прежнему называется «Barnkanalen».

## Передачи
Вещание начинается каждый день в 6:30 с программ, направленных на дошкольников под брендом «Bolibompa». Это включает в себя ведущие сегменты под названием «Bolibompamorgon» (Утро с Болибомпа) между 7 и 8:30 утра в будние дни и «Bolibompahelg» (Вечер с Болибомпа) между 8 утра и 10 вечера в выходные дни.
В 15:00 начинается «Бобстер!» для детей постарше.
По выходным, «Бобстер!» начинается в 2 часа дня.
«Бобстер!» также включает в себя обновление новостей от Lilla Aktuellt (Лилла Толькочто) каждый будний день в 4 часа дня.
Прайм-тайм выпуск «Bolibompa» выходит в 18:00 до 19:00.